# I liga brazylijska w piłce nożnej (1971)
Brazylia 1971
Mistrzem Brazylii został klub Atlético Mineiro, natomiast wicemistrzem Brazylii – klub São Paulo.
Do Copa Libertadores w roku 1972 zakwalifikowały się następujące kluby:
- Atlético Mineiro (mistrz Brazylii)
- São Paulo (wicemistrz Brazylii)

W 1971 roku w rozgrywkach I ligi brazylijskiej wzięło udział 20 klubów. Nie było żadnych spadków, a w następnym sezonie I liga liczyła 26 klubów.

## Campeonato Brasileiro Série A 1971

### Uczestnicy
W mistrzostwach Brazylii w 1971 roku wzięło udział 20 klubów – najlepszych w mistrzostwach stanowych 1970 roku.
Jedenaście stanów nie miało żadnego reprezentanta w pierwszej lidze: Alagoas, Amazonas, Dystrykt Federalny, Espírito Santo, Goiás, Maranhão, Mato Grosso, Pará, Rio Grande do Norte, Santa Catarina, Sergipe.
Stan Bahia reprezentował 1 klub: EC Bahia.
Stan Ceará reprezentował 1 klub: Ceará SC.
Stan Guanabara reprezentowało 5 klubów: America FC, Botafogo FR, CR Flamengo, Fluminense FC, CR Vasco da Gama.
Stan Minas Gerais reprezentowały 3 kluby: América Mineiro, Atlético Mineiro, Cruzeiro EC.
Stan Parana reprezentował 1 klub: Coritiba FBC.
Stan Pernambuco reprezentowały 2 kluby: Santa Cruz FC, Sport Recife.
Stan Rio Grande do Sul reprezentowały 2 kluby: Grêmio Porto Alegre, SC Internacional.
Stan São Paulo reprezentowało 5 klubów: Corinthians Paulista, SE Palmeiras, Portuguesa, Santos FC, São Paulo.

### Format rozgrywek
W pierwszym etapie 20 klubów rozegrało ze sobą po jednym meczu systemem każdy z każdym. Kluby nie zostały sklasyfikowane w jednej tabeli, lecz uprzednio podzielone były na 2 grupy – z każdej do następnego etapu awansowały po 6 najlepszych drużyn.
W drugim etapie 12 klubów podzielono na 3 grupy po 4 kluby w każdej. Do fazy finałowej awansowali tylko zwycięzcy grup.
W fazie finałowej trzy kluby rozegrały ze sobą po jednym meczu systemem każdy z każdym. Klub, który zajął pierwsze miejsce został mistrzem Brazylii.

### Pierwszy etap

#### Mecze chronologicznie
| Data                 | Mecz                                                                                          |
| -------------------- | --------------------------------------------------------------------------------------------- |
| 7 sierpnia 1971      | Santa Cruz FC – Corinthians Paulista 1:4 Luciano – Rivelino, Tiăo, Vaguinho, Mirandinha       |
| 7 sierpnia 1971      | SC Internacional – Fluminense FC 0:0                                                          |
| 7 sierpnia 1971      | SE Palmeiras – Portuguesa 1:0 César                                                           |
| 7 sierpnia 1971      | Ceará SC – CR Vasco da Gama 0:0                                                               |
| 7 sierpnia 1971      | Coritiba FBC – Cruzeiro EC 0:2 Tostăo, Lima                                                   |
| 7 sierpnia 1971      | São Paulo – Grêmio Porto Alegre 0:3 Scotta (2), Flecha                                        |
| 7 sierpnia 1971      | Sport Recife – CR Flamengo 1:0 César                                                          |
| 7 sierpnia 1971      | EC Bahia – Santos FC 0:0                                                                      |
| 7 sierpnia 1971      | Atlético Mineiro – América Mineiro 1:1 Dario – Dirceu Alves                                   |
| 7 sierpnia 1971      | Botafogo FR – America FC 0:0                                                                  |
| 11 sierpnia 1971     | Ceará SC – Corinthians Paulista 0:1 Mirandinha                                                |
| 11 sierpnia 1971     | Cruzeiro EC – Portuguesa 2:1 Tostăo, Dirceu Lopes – Cabinho                                   |
| 11 sierpnia 1971     | EC Bahia – CR Flamengo 1:1 Carlinhos – Zico                                                   |
| 11 sierpnia 1971     | America FC – Grêmio Porto Alegre 0:2 Scotta, Caio                                             |
| 11 sierpnia 1971     | Sport Recife – Santos FC 0:2 Mazinho (2)                                                      |
| 12 sierpnia 1971     | Santa Cruz FC – CR Vasco da Gama 1:0 Betinho                                                  |
| 14 sierpnia 1971     | Santos FC – São Paulo 3:1 Dicá, Mazinho, Edu – Terto                                          |
| 14 sierpnia 1971     | Botafogo FR – CR Flamengo 1:1 Paulo César – Rogério                                           |
| 14 sierpnia 1971     | América Mineiro – America FC 1:1 Jair Bala – Edu                                              |
| 14 sierpnia 1971     | Grêmio Porto Alegre – Atlético Mineiro 1:1 Torino – Lola                                      |
| 15 sierpnia 1971     | Coritiba FBC – Portuguesa 2:1 Tiăo Abatiá, Paquito – Piau                                     |
| 15 sierpnia 1971     | Corinthians Paulista – SE Palmeiras 0:0                                                       |
| 15 sierpnia 1971     | Fluminense FC – CR Vasco da Gama 0:1 Dé                                                       |
| 15 sierpnia 1971     | Ceará SC – Santa Cruz FC 0:0                                                                  |
| 15 sierpnia 1971     | Cruzeiro EC – SC Internacional 2:0 Lima, Roberto Batata                                       |
| 15 sierpnia 1971     | EC Bahia – Sport Recife 3:0 Caldeira, Carlinhos, Eliseu                                       |
| 18 sierpnia 1971     | Fluminense FC – Coritiba FBC 2:1 Ivanir, Lula – Tiăo Abatiá                                   |
| 18 sierpnia 1971     | EC Bahia – São Paulo 0:1 Toninho                                                              |
| 18 sierpnia 1971     | Santos FC – Botafogo FR 0:0                                                                   |
| 18 sierpnia 1971     | América Mineiro – Grêmio Porto Alegre 0:0                                                     |
| 21 sierpnia 1971     | SC Internacional – SE Palmeiras 2:1 Benę, Claudiomiro – Luís Pereira                          |
| 21 sierpnia 1971     | Corinthians Paulista – Cruzeiro EC 0:0                                                        |
| 21 sierpnia 1971     | Coritiba FBC – Santa Cruz FC 1:0 Tiăo Abatiá                                                  |
| 21 sierpnia 1971     | Ceará SC – Fluminense FC 1:0 Vítor                                                            |
| 21 sierpnia 1971     | CR Flamengo – Atlético Mineiro 0:1 Lola                                                       |
| 22 sierpnia 1971     | CR Vasco da Gama – Portuguesa 0:3 Cabinho (2), Dirceu                                         |
| 22 sierpnia 1971     | Sport Recife – São Paulo 0:0                                                                  |
| 22 sierpnia 1971     | Santos FC – America FC 0:0                                                                    |
| 22 sierpnia 1971     | Grêmio Porto Alegre – Botafogo FR 1:1 Loivo – Roberto                                         |
| 25 sierpnia 1971     | Botafogo FR – América Mineiro 2:1 Silva, Roberto – Julinho                                    |
| 25 sierpnia 1971     | Atlético Mineiro – EC Bahia 4:0 Lola (2), Oldair, Dario                                       |
| 25 sierpnia 1971     | Grêmio Porto Alegre – Sport Recife 2:0 Scotta, Flecha                                         |
| 25 sierpnia 1971     | Santa Cruz FC – Fluminense FC 2:2 Betinho, Luciano – Jeremias (2)                             |
| 25 sierpnia 1971     | Coritiba FBC – SC Internacional 0:1 Land                                                      |
| 25 sierpnia 1971     | SE Palmeiras – Cruzeiro EC 1:1 Ademir – Dirceu Lopes                                          |
| 26 sierpnia 1971     | Corinthians Paulista – Portuguesa 4:1 Pedrinho, Adaozinho, Vaguinho, Rivelino – Ratinho       |
| 26 sierpnia 1971     | CR Flamengo – America FC 1:1 Rodrigues Neto – Tarciso                                         |
| 28 sierpnia 1971     | Sport Recife – Atlético Mineiro 1:1 Humberto s – Vanderlei                                    |
| 29 sierpnia 1971     | Santa Cruz FC – SE Palmeiras 2:2 Valfrido, Ramón – Ademir, Edu                                |
| 29 sierpnia 1971     | SC Internacional – Portuguesa 0:1 Marinho                                                     |
| 29 sierpnia 1971     | Fluminense FC – Corinthians Paulista 0:1 Mirandinha                                           |
| 29 sierpnia 1971     | Cruzeiro EC – Ceará SC 6:0 Tostăo (2), Evaldo, Roberto Batata, Perfumo, Baiano                |
| 29 sierpnia 1971     | Coritiba FBC – CR Vasco da Gama 0:2 Adílson, Dé                                               |
| 29 sierpnia 1971     | EC Bahia – América Mineiro 0:0                                                                |
| 29 sierpnia 1971     | São Paulo – CR Flamengo 0:0                                                                   |
| 1 września 1971      | Portuguesa – Fluminense FC 1:0 Basílio                                                        |
| 1 września 1971      | Santa Cruz FC – Cruzeiro EC 1:0 Ramón                                                         |
| 1 września 1971      | Ceará SC – SE Palmeiras 0:3 César (2), Leivinha                                               |
| 1 września 1971      | CR Vasco da Gama – SC Internacional 1:1 Adílson – Land                                        |
| 1 września 1971      | EC Bahia – America FC 1:3 Baiaco – Zé Carlos, António Carlos, Caio                            |
| 1 września 1971      | Atlético Mineiro – São Paulo 2:0 Dario (2)                                                    |
| 1 września 1971      | Grêmio Porto Alegre – Santos FC 1:0 Torino                                                    |
| 2 września 1971      | América Mineiro – CR Flamengo 1:1 Amauri – Rodrigues Neto                                     |
| 2 września 1971      | Sport Recife – Botafogo FR 0:1 Paulo César                                                    |
| 4 września 1971      | SE Palmeiras – Fluminense FC 1:0 Eurico                                                       |
| 4 września 1971      | Cruzeiro EC – CR Vasco da Gama 0:0                                                            |
| 5 września 1971      | SC Internacional – Corinthians Paulista 2:2 Sérgio, Arlem – Rivelino, Mirandinha              |
| 5 września 1971      | Coritiba FBC – Ceará SC 2:1 Leocádio (2) – Magela                                             |
| 5 września 1971      | São Paulo – América Mineiro 1:1 Zé Roberto – Zé Carlos                                        |
| 5 września 1971      | CR Flamengo – Grêmio Porto Alegre 1:1 Samarone – Caio                                         |
| 5 września 1971      | Atlético Mineiro – Santos FC 2:1 Dario (2) – Mazinho                                          |
| 5 września 1971      | EC Bahia – Botafogo FR 0:1 Paulo César                                                        |
| 5 września 1971      | Sport Recife – America FC 0:3 Paraguaio (2), Tarciso                                          |
| 7 września 1971      | CR Vasco da Gama – SE Palmeiras 1:0 Rodrigues                                                 |
| 8 września 1971      | Santa Cruz FC – Portuguesa 3:2 Luciano (2), Vilfrido – Cabinho (2)                            |
| 8 września 1971      | Corinthians Paulista – Coritiba FBC 2:3 Mirandinha, Rivelino – Leocádio, Tiăo Abatiá, Paquito |
| 8 września 1971      | Ceará SC – SC Internacional 0:0                                                               |
| 8 września 1971      | America FC – Atlético Mineiro 2:0 Tarciso, Edu                                                |
| 9 września 1971      | Santos FC – América Mineiro 3:0 Dicá, Edu, Mazinho                                            |
| 9 września 1971      | Botafogo FR – São Paulo 2:1 Roberto, Paulo César – Toninho                                    |
| 11 września 1971     | Coritiba FBC – SE Palmeiras 0:1 Héctor Silva                                                  |
| 11 września 1971     | Santa Cruz FC – SC Internacional 2:2 Betinho, Luciano – Édson Madureira, Sérgio               |
| 11 września 1971     | Fluminense FC – Cruzeiro EC 0:1 Dirceu Lopes                                                  |
| 11 września 1971     | Ceará SC – Portuguesa 0:0                                                                     |
| 11 września 1971     | Corinthians Paulista – CR Vasco da Gama 1:0 Rivelino                                          |
| 12 września 1971     | Atlético Mineiro – Botafogo FR 2:2 Dario (2) – Roberto (2)                                    |
| 12 września 1971     | São Paulo – America FC 2:1 Terto (2) – Caio                                                   |
| 12 września 1971     | CR Flamengo – Santos FC 1:0 Samarone                                                          |
| 12 września 1971     | Grêmio Porto Alegre – EC Bahia 0:0                                                            |
| 12 września 1971     | Sport Recife – América Mineiro 1:0 Ubaldo                                                     |
| 18 września 1971     | CR Vasco da Gama – São Paulo 0:0                                                              |
| 18 września 1971     | Sport Recife – Corinthians Paulista 0:1 Rivelino                                              |
| 18 września 1971     | Santos FC – Portuguesa 0:0                                                                    |
| 19 września 1971     | Fluminense FC – America FC 0:0                                                                |
| 19 września 1971     | Ceará SC – Atlético Mineiro 0:2 Dario, Oldair                                                 |
| 19 września 1971     | Cruzeiro EC – EC Bahia 0:0                                                                    |
| 19 września 1971     | SC Internacional – América Mineiro 1:0 Arlem                                                  |
| 19 września 1971     | Coritiba FBC – Grêmio Porto Alegre 2:0 Leocádio, Rinaldo                                      |
| 19 września 1971     | SE Palmeiras – CR Flamengo 1:2 Luís Pereira – Samarone, Rogério                               |
| 19 września 1971     | Santa Cruz FC – Botafogo FR 0:0                                                               |
| 22 września 1971     | Corinthians Paulista – Atlético Mineiro 0:0                                                   |
| 25 września 1971     | Portuguesa – America FC 0:3 Sérgio Lima (2), Paraguaio                                        |
| 25 września 1971     | Grêmio Porto Alegre – Ceará SC 1:0 Torino                                                     |
| 25 września 1971     | Atlético Mineiro – Santa Cruz FC 2:2 Romeu, Humberto Ramos – Eberval, Grapete s               |
| 25 września 1971     | CR Flamengo – Coritiba FBC 1:1 Rodrigues Neto – Tiăo Abatiá                                   |
| 26 września 1971     | EC Bahia – Corinthians Paulista 1:2 Joăo Daniel – Mirandinha, Caíto                           |
| 26 września 1971     | São Paulo – Cruzeiro EC 1:1 Toninho – Zé Carlos                                               |
| 26 września 1971     | Fluminense FC – Botafogo FR 0:0                                                               |
| 26 września 1971     | América Mineiro – SE Palmeiras 1:2 Dirceu Alves – César, Leivinha                             |
| 26 września 1971     | Sport Recife – CR Vasco da Gama 0:1 Dé                                                        |
| 26 września 1971     | SC Internacional – Santos FC 1:1 Bráulio – Mazinho                                            |
| 29 września 1971     | America FC – Cruzeiro EC 2:1 Sérgio Lima, Tadeu – Lima                                        |
| 2 października 1971  | Corinthians Paulista – América Mineiro 3:1 Aladim, Mirandinha, Rivelino – Zé Maria s          |
| 2 października 1971  | SC Internacional – America FC 2:0 Sérgio (2)                                                  |
| 3 października 1971  | Grêmio Porto Alegre – Portuguesa 1:0 Caio                                                     |
| 3 października 1971  | Sport Recife – Fluminense FC 0:1 Cafuringa                                                    |
| 3 października 1971  | EC Bahia – Santa Cruz FC 2:0 Caldeira (2)                                                     |
| 3 października 1971  | Coritiba FBC – Atlético Mineiro 1:0 Paquito                                                   |
| 3 października 1971  | CR Vasco da Gama – CR Flamengo 0:0                                                            |
| 3 października 1971  | Ceará SC – São Paulo 0:1 Terto                                                                |
| 3 października 1971  | Cruzeiro EC – Santos FC 0:1 Dicá                                                              |
| 3 października 1971  | SE Palmeiras – Botafogo FR 3:1 César (2), Ademir – Roberto                                    |
| 6 października 1971  | CR Vasco da Gama – América Mineiro 2:0 Ferretti, Dé                                           |
| 6 października 1971  | São Paulo – SC Internacional 1:1 Carlos Alberto – Benę                                        |
| 6 października 1971  | Santa Cruz FC – Grêmio Porto Alegre 1:1 Valfrido – Detinho s                                  |
| 9 października 1971  | Botafogo FR – Corinthians Paulista 1:0 Zequinha                                               |
| 9 października 1971  | América Mineiro – Santa Cruz FC 0:0                                                           |
| 10 października 1971 | Coritiba FBC – America FC 2:1 Tiăo Abatiá, Paquito – Badeco                                   |
| 10 października 1971 | Grêmio Porto Alegre – CR Vasco da Gama 1:0 Selmar                                             |
| 10 października 1971 | EC Bahia – SC Internacional 1:1 Baiaco – Valdomiro                                            |
| 10 października 1971 | São Paulo – Portuguesa 0:1 Dirceu                                                             |
| 10 października 1971 | Atlético Mineiro – Cruzeiro EC 1:1 Oldair – Joăo Ribeiro                                      |
| 10 października 1971 | Ceará SC – Santos FC 0:0                                                                      |
| 10 października 1971 | Sport Recife – SE Palmeiras 0:2 Leivinha (2)                                                  |
| 10 października 1971 | CR Flamengo – Fluminense FC 0:1 Jeremias                                                      |
| 13 października 1971 | CR Flamengo – Portuguesa 1:0 Tinteiro                                                         |
| 13 października 1971 | América Mineiro – Coritiba FBC 2:0 Dario, Amauri                                              |
| 16 października 1971 | SE Palmeiras – Santos FC 0:1 Mazinho                                                          |
| 16 października 1971 | Fluminense FC – Atlético Mineiro 2:0 Marco António, Ivair                                     |
| 17 października 1971 | Coritiba FBC – EC Bahia 2:0 Tiăo Abatiá, Rinaldo                                              |
| 17 października 1971 | Cruzeiro EC – Sport Recife 5:1 Tostăo (2), Perfumo, Joăo Ribeiro, Lima – Vanderlei            |
| 17 października 1971 | Ceará SC – Botafogo FR 1:0 Vítor                                                              |
| 17 października 1971 | CR Vasco da Gama – America FC 2:2 Dé, Ferretti – Caio, António Carlos                         |
| 17 października 1971 | Santa Cruz FC – CR Flamengo 1:1 Ramón – Zico                                                  |
| 17 października 1971 | Corinthians Paulista – São Paulo 0:2 Teodoro, Everaldo                                        |
| 17 października 1971 | SC Internacional – Grêmio Porto Alegre 1:0 Sérgio                                             |
| 20 października 1971 | EC Bahia – Ceará SC 3:1 Joăo Daniel (3) – Vítor                                               |
| 20 października 1971 | Sport Recife – Coritiba FBC 2:1 Gijo, Duda – Almir s                                          |
| 23 października 1971 | São Paulo – SE Palmeiras 1:1 Everaldo – Luís Pereira                                          |
| 23 października 1971 | Botafogo FR – SC Internacional 0:0                                                            |
| 23 października 1971 | Atlético Mineiro – Portuguesa 5:1 Romeu (2), Ronaldo, Dario, Spencer – Luisinho               |
| 24 października 1971 | Ceará SC – America FC 0:1 Caio                                                                |
| 24 października 1971 | Cruzeiro EC – América Mineiro 0:0                                                             |
| 24 października 1971 | Santos FC – CR Vasco da Gama 2:0 Lima, Davi                                                   |
| 24 października 1971 | Santa Cruz FC – Sport Recife 1:1 Ramón – Vanderlei                                            |
| 24 października 1971 | Grêmio Porto Alegre – Fluminense FC 1:0 Alcindo                                               |
| 24 października 1971 | CR Flamengo – Corinthians Paulista 1:3 Fio – Mirandinha, Pedrinho, Aladim                     |
| 27 października 1971 | Coritiba FBC – Santos FC 1:0 Tiăo Abatiá                                                      |
| 27 października 1971 | Fluminense FC – América Mineiro 0:0                                                           |
| 27 października 1971 | Portuguesa – Botafogo FR 3:1 Cabinho (2), Tatá – Silva                                        |
| 30 października 1971 | America FC – SE Palmeiras 2:0 Caio (2)                                                        |
| 30 października 1971 | Cruzeiro EC – Grêmio Porto Alegre 2:1 Tostăo (2) – Scotta                                     |
| 30 października 1971 | Corinthians Paulista – Santos FC 1:1 Rivelino – Pelé                                          |
| 30 października 1971 | Santa Cruz FC – São Paulo 0:2 Toninho, Zé Roberto                                             |
| 31 października 1971 | Atlético Mineiro – SC Internacional 3:1 Dario (2), Pedrilho – Valdomiro                       |
| 31 października 1971 | Sport Recife – Portuguesa 0:0                                                                 |
| 31 października 1971 | EC Bahia – Fluminense FC 0:0                                                                  |
| 31 października 1971 | Ceará SC – CR Flamengo 0:1 Arílson                                                            |
| 31 października 1971 | CR Vasco da Gama – Botafogo FR 1:0 Buglę                                                      |
| 6 listopada 1971     | São Paulo – Fluminense FC 2:1 Toninho (2) – Jurandir s                                        |
| 6 listopada 1971     | CR Vasco da Gama – Atlético Mineiro 0:0                                                       |
| 6 listopada 1971     | SC Internacional – Sport Recife 2:1 Paulo César, Claudiomiro – Duda                           |
| 7 listopada 1971     | Coritiba FBC – Botafogo FR 0:0                                                                |
| 7 listopada 1971     | Grêmio Porto Alegre – SE Palmeiras 0:1 Fedato                                                 |
| 7 listopada 1971     | América Mineiro – Ceará SC 2:0 Hélio (2)                                                      |
| 7 listopada 1971     | EC Bahia – Portuguesa 1:0 Baiaco                                                              |
| 7 listopada 1971     | Santa Cruz FC – Santos FC 0:1 Laírton                                                         |
| 7 listopada 1971     | Corinthians Paulista – America FC 3:1 Mirandinha (2), Suingue – Paraguaio                     |
| 7 listopada 1971     | CR Flamengo – Cruzeiro EC 0:0                                                                 |
| 10 listopada 1971    | SE Palmeiras – EC Bahia 0:0                                                                   |
| 13 listopada 1971    | Portuguesa – América Mineiro 1:0 Cabinho                                                      |
| 13 listopada 1971    | Fluminense FC – Santos FC 3:1 Jair (2), Silveira – Mazinho                                    |
| 14 listopada 1971    | Ceará SC – Sport Recife 1:2 Fraga s – Vanderlei, Gijo                                         |
| 14 listopada 1971    | Botafogo FR – Cruzeiro EC 2:2 Roberto, Jairzinho – Eduardo, Dirceu Lopes                      |
| 14 listopada 1971    | Santa Cruz FC – America FC 0:0                                                                |
| 14 listopada 1971    | EC Bahia – CR Vasco da Gama 1:0 Santa Cruz                                                    |
| 14 listopada 1971    | Corinthians Paulista – Grêmio Porto Alegre 1:1 Rivelino – Loivo                               |
| 14 listopada 1971    | Atlético Mineiro – SE Palmeiras 0:0                                                           |
| 14 listopada 1971    | SC Internacional – CR Flamengo 3:0 Valdomiro (2), Claudiomiro                                 |
| 14 listopada 1971    | Coritiba FBC – São Paulo 2:0 Hermes, Jurandir s                                               |

#### Tabela grupy A
| Poz | Klub                 | Mecze | Zw | Rem | Por | Pkt | BrZd | BrStr |
| --- | -------------------- | ----- | -- | --- | --- | --- | ---- | ----- |
| 1   | Corinthians Paulista | 19    | 10 | 6   | 3   | 26  | 29   | 16    |
| 2   | Cruzeiro EC          | 19    | 7  | 9   | 3   | 23  | 26   | 12    |
| 3   | SC Internacional     | 19    | 7  | 9   | 3   | 23  | 21   | 16    |
| 4   | Coritiba FBC         | 19    | 10 | 2   | 7   | 22  | 21   | 18    |
| 5   | SE Palmeiras         | 19    | 8  | 6   | 5   | 22  | 20   | 14    |
| 6   | CR Vasco da Gama     | 19    | 6  | 7   | 6   | 19  | 11   | 12    |
| 7   | Santa Cruz FC        | 19    | 3  | 11  | 5   | 17  | 17   | 23    |
| 8   | Fluminense FC        | 19    | 5  | 6   | 8   | 16  | 12   | 13    |
| 9   | Portuguesa           | 19    | 6  | 3   | 10  | 15  | 16   | 24    |
| 10  | Ceará SC             | 19    | 2  | 5   | 12  | 9   | 5    | 25    |

#### Tabela grupy B
| Poz | Klub                | Mecze | Zw | Rem | Por | Pkt | BrZd | BrStr |
| --- | ------------------- | ----- | -- | --- | --- | --- | ---- | ----- |
| 1   | Grêmio Porto Alegre | 19    | 8  | 7   | 4   | 23  | 18   | 11    |
| 2   | Atlético Mineiro    | 19    | 7  | 9   | 3   | 23  | 27   | 16    |
| 3   | America FC          | 19    | 7  | 7   | 5   | 21  | 23   | 17    |
| 4   | Santos FC           | 19    | 7  | 7   | 5   | 21  | 17   | 11    |
| 5   | Botafogo FR         | 19    | 5  | 10  | 4   | 20  | 15   | 16    |
| 6   | São Paulo           | 19    | 6  | 7   | 6   | 19  | 16   | 19    |
| 7   | EC Bahia            | 19    | 5  | 8   | 6   | 18  | 14   | 16    |
| 8   | CR Flamengo         | 19    | 4  | 10  | 5   | 18  | 13   | 17    |
| 9   | América Mineiro     | 19    | 2  | 9   | 8   | 13  | 11   | 19    |
| 10  | Sport Recife        | 19    | 4  | 4   | 11  | 12  | 10   | 27    |

### Drugi etap

#### Grupa A

##### Kolejka 1
| Data              | Mecz                                         |
| ----------------- | -------------------------------------------- |
| 21 listopada 1971 | Corinthians Paulista – São Paulo 0:1 Toninho |
| 21 listopada 1971 | America FC – Cruzeiro EC 0:0                 |

##### Kolejka 2
| Data              | Mecz                                            |
| ----------------- | ----------------------------------------------- |
| 24 listopada 1971 | Corinthians Paulista – America FC 1:0 Adăozinho |
| 24 listopada 1971 | Cruzeiro EC – São Paulo 0:2 Gérson, Terto       |

##### Kolejka 3
| Data              | Mecz                                                |
| ----------------- | --------------------------------------------------- |
| 27 listopada 1971 | São Paulo – America FC 1:0 Toninho                  |
| 28 listopada 1971 | Cruzeiro EC – Corinthians Paulista 1:0 Dirceu Lopes |

##### Kolejka 4
| Data           | Mecz                                                                            |
| -------------- | ------------------------------------------------------------------------------- |
| 1 grudnia 1971 | America FC – Corinthians Paulista 3:1 Edu, Paraguaio, António Carlos – Rivelino |
| 1 grudnia 1971 | São Paulo – Cruzeiro EC 1:1 Toninho – Tostăo                                    |

##### Kolejka 5
| Data           | Mecz                                 |
| -------------- | ------------------------------------ |
| 4 grudnia 1971 | São Paulo – Corinthians Paulista 0:0 |
| 5 grudnia 1971 | Cruzeiro EC – America FC 0:0         |

##### Kolejka 6
| Data           | Mecz                                                       |
| -------------- | ---------------------------------------------------------- |
| 8 grudnia 1971 | Corinthians Paulista – Cruzeiro EC 2:0 Suingue, Mirandinha |
| 8 grudnia 1971 | São Paulo – America FC 1:1 Carlos Alberto – Paraguaio      |

##### Tabela grupy A
| Poz | Klub                 | Mecze | Zw | Rem | Por | Pkt | BrZd | BrStr |
| --- | -------------------- | ----- | -- | --- | --- | --- | ---- | ----- |
| 1   | São Paulo            | 6     | 3  | 3   | 0   | 9   | 6    | 2     |
| 2   | Corinthians Paulista | 6     | 2  | 1   | 3   | 5   | 4    | 5     |
| 3   | America FC           | 6     | 1  | 3   | 2   | 5   | 4    | 4     |
| 4   | Cruzeiro EC          | 6     | 1  | 3   | 2   | 5   | 2    | 5     |

#### Grupa B

##### Kolejka 1
| Data              | Mecz                                                                       |
| ----------------- | -------------------------------------------------------------------------- |
| 20 listopada 1971 | SC Internacional – Santos FC 1:1 Claudiomiro – Davi                        |
| 21 listopada 1971 | Atlético Mineiro – CR Vasco da Gama 2:1 Ronaldo, Humberto Ramos – Ferretti |

##### Kolejka 2
| Data              | Mecz                                                            |
| ----------------- | --------------------------------------------------------------- |
| 25 listopada 1971 | Santos FC – Atlético Mineiro 2:1 Mazinho, Nenę – Ronaldo        |
| 25 listopada 1971 | CR Vasco da Gama – SC Internacional 2:0 Buglę, Roberto Dinamite |

##### Kolejka 3
| Data              | Mecz                                                                           |
| ----------------- | ------------------------------------------------------------------------------ |
| 28 listopada 1971 | CR Vasco da Gama – Santos FC 0:0                                               |
| 28 listopada 1971 | SC Internacional – Atlético Mineiro 1:4 Valdomiro – Dario (2), Oldair, Ronaldo |

##### Kolejka 4
| Data           | Mecz                                                                 |
| -------------- | -------------------------------------------------------------------- |
| 1 grudnia 1971 | Atlético Mineiro – Santos FC 2:0 Oldair (2)                          |
| 1 grudnia 1971 | SC Internacional – CR Vasco da Gama 3:0 Arlem, Miguel s, Claudiomiro |

##### Kolejka 5
| Data           | Mecz                                                        |
| -------------- | ----------------------------------------------------------- |
| 4 grudnia 1971 | CR Vasco da Gama – Atlético Mineiro 1:1 Ferretti – Zé Maria |
| 5 grudnia 1971 | Santos FC – SC Internacional 0:1 Bráulio                    |

##### Kolejka 6
| Data           | Mecz                                                 |
| -------------- | ---------------------------------------------------- |
| 9 grudnia 1971 | Santos FC – CR Vasco da Gama 4:0 Edu (2), Jáder, Leo |
| 9 grudnia 1971 | Atlético Mineiro – SC Internacional 0:1 Arlem        |

##### Tabela grupy B
| Poz | Klub             | Mecze | Zw | Rem | Por | Pkt | BrZd | BrStr |
| --- | ---------------- | ----- | -- | --- | --- | --- | ---- | ----- |
| 1   | Atlético Mineiro | 6     | 3  | 1   | 2   | 7   | 10   | 6     |
| 2   | SC Internacional | 6     | 3  | 1   | 2   | 7   | 7    | 7     |
| 3   | Santos FC        | 6     | 2  | 2   | 2   | 6   | 7    | 5     |
| 4   | CR Vasco da Gama | 6     | 1  | 2   | 3   | 4   | 4    | 10    |

#### Grupa C

##### Kolejka 1
| Data              | Mecz                                                       |
| ----------------- | ---------------------------------------------------------- |
| 20 listopada 1971 | SE Palmeiras – Coritiba FBC 1:1 César – Negreiros          |
| 21 listopada 1971 | Grêmio Porto Alegre – Botafogo FR 1:1 Joăozinho – Zequinha |

##### Kolejka 2
| Data              | Mecz                                                                   |
| ----------------- | ---------------------------------------------------------------------- |
| 24 listopada 1971 | Botafogo FR – SE Palmeiras 3:3 Roberto (2), Careca – César (2), Ademir |
| 24 listopada 1971 | Coritiba FBC – Grêmio Porto Alegre 0:1 Loivo                           |

##### Kolejka 3
| Data              | Mecz                                                                               |
| ----------------- | ---------------------------------------------------------------------------------- |
| 28 listopada 1971 | Coritiba FBC – Botafogo FR 1:0 Tiăo Abatiá                                         |
| 28 listopada 1971 | SE Palmeiras – Grêmio Porto Alegre 3:1 Luís Pereira, Héctor Silva, Fedato – Flecha |

##### Kolejka 4
| Data           | Mecz                                              |
| -------------- | ------------------------------------------------- |
| 2 grudnia 1971 | SE Palmeiras – Botafogo FR 0:1 Jairzinho          |
| 2 grudnia 1971 | Grêmio Porto Alegre – Coritiba FBC 2:0 Flecha (2) |

##### Kolejka 5
| Data           | Mecz                                                              |
| -------------- | ----------------------------------------------------------------- |
| 5 grudnia 1971 | Coritiba FBC – SE Palmeiras 0:0                                   |
| 5 grudnia 1971 | Botafogo FR – Grêmio Porto Alegre 3:1 Jairzinho (2), Tuca – Loivo |

##### Kolejka 6
| Data           | Mecz                                                           |
| -------------- | -------------------------------------------------------------- |
| 9 grudnia 1971 | Botafogo FR – Coritiba FBC 3:0 Paulo César, Jairzinho, Ditinho |
| 9 grudnia 1971 | Grêmio Porto Alegre – SE Palmeiras 0:0                         |

##### Tabela grupy C
| Poz | Klub                | Mecze | Zw | Rem | Por | Pkt | BrZd | BrStr |
| --- | ------------------- | ----- | -- | --- | --- | --- | ---- | ----- |
| 1   | Botafogo FR         | 6     | 3  | 2   | 1   | 8   | 11   | 6     |
| 2   | Grêmio Porto Alegre | 6     | 2  | 2   | 2   | 6   | 6    | 7     |
| 3   | SE Palmeiras        | 6     | 1  | 4   | 1   | 4   | 7    | 6     |
| 4   | Coritiba FBC        | 6     | 1  | 2   | 3   | 4   | 2    | 7     |

### Etap finałowy

#### Finał 1
| 1. kolejka |
| --- |
| 12 grudnia 1971 Belo Horizonte Estádio Mineirão (?) Atlético Mineiro – São Paulo 1:0 (0:0) Sędzia: Armando Marques Bramki: 1:0 Oldair 75 Atlético Mineiro (trener Telê Santana): Renato – Humberto Monteiro, Grapete, Vantuir, Oldair, Vanderlei, Humberto Ramos, Ronaldo, Dario, Beto (Spencer), Romeu (Tião) São Paulo Futebol Clube (trener José Poy): Sérgio – Forlan, Samuel, Arlindo, Gilberto, Teodoro, Gérson, Terto, Édson, Toninho, Paraná |

#### Finał 2
| 2. kolejka |
| --- |
| 15 grudnia 1971 São Paulo Estádio do Morumbi (76 498) São Paulo – Botafogo FR 4:1 (0:0) Sędzia: Armando Marques Bramki: 0:1 Nei Oliveira 53, 1:1 Forlan 61, 2:1 Terto 65, 3:1 Toninho 71, 4:1 Terto 86 São Paulo Futebol Clube (trener José Poy): Sérgio – Forlan, Samuel, Arlindo, Gilberto; Teodoro, Gérson, Terto, Everaldo (Paulo), Toninho (Édson), Paraná Botafogo de Futebol e Regatas (trener Paraguaio): Ubirajara – Paulo César, Djalma Dias, Nei Conceição, Valtencir, Carlos Roberto, Marco Aurélio (Tuca), Nei Oliveira, Roberto (Zequinha), Jairzinho, Careca |

#### Finał 3
| 3. kolejka |
| --- |
| 19 grudnia 1971 Rio de Janeiro Maracanã (84 698) Botafogo FR – Atlético Mineiro 0:1 Sędzia: Armando Marques Bramki: 0:1 Dario 61 Czerwone kartki: Carlos Roberto 85, Mura 87 / – Botafogo de Futebol e Regatas (trener Paraguaio): Wendell – Mura, Djalma Dias, Queirós, Valtencir, Carlos Roberto, Marco Aurélio (Didinho), Careca (Tuca), Zequinha, Jairzinho, Nei Oliveira Atlético Mineiro (trener Telê Santana): Renato – Humberto, Grapete, Vantuir, Oldair; Vanderlei, Humberto Ramos, Ronaldo, Lola (Spencer), Dario, Tião |

#### Tabela grupy finałowej
| Poz | Klub             | Mecze | Zw | Rem | Por | Pkt | BrZd | BrStr |
| --- | ---------------- | ----- | -- | --- | --- | --- | ---- | ----- |
| 1   | Atlético Mineiro | 2     | 2  | 0   | 0   | 4   | 2    | 0     |
| 2   | São Paulo        | 2     | 1  | 0   | 1   | 2   | 4    | 2     |
| 3   | Botafogo FR      | 2     | 0  | 0   | 2   | 0   | 1    | 5     |

Mistrzem Brazylii został klub Atlético Mineiro, natomiast wicemistrzem – klub São Paulo.

## Końcowa klasyfikacja sezonu 1971
| Poz | Klub                 | Mecze | Zw | Rem | Por | Pkt | BrZd | BrStr |
| --- | -------------------- | ----- | -- | --- | --- | --- | ---- | ----- |
| 1   | Atlético Mineiro     | 27    | 12 | 10  | 5   | 34  | 39   | 22    |
| 2   | São Paulo            | 27    | 10 | 10  | 7   | 30  | 26   | 23    |
| 3   | Botafogo FR          | 27    | 8  | 12  | 7   | 28  | 27   | 27    |
| 4   | Corinthians Paulista | 25    | 12 | 7   | 6   | 31  | 33   | 21    |
| 5   | SC Internacional     | 25    | 10 | 10  | 5   | 30  | 28   | 23    |
| 6   | Grêmio Porto Alegre  | 25    | 10 | 9   | 6   | 29  | 24   | 18    |
| 7   | SE Palmeiras         | 25    | 9  | 10  | 6   | 28  | 27   | 20    |
| 8   | Cruzeiro EC          | 25    | 8  | 12  | 5   | 28  | 28   | 17    |
| 9   | Santos FC            | 25    | 9  | 9   | 7   | 27  | 24   | 16    |
| 10  | Coritiba FBC         | 25    | 11 | 4   | 10  | 26  | 23   | 25    |
| 11  | America FC           | 25    | 8  | 10  | 7   | 26  | 27   | 21    |
| 12  | CR Vasco da Gama     | 25    | 7  | 9   | 9   | 23  | 15   | 22    |
| 13  | EC Bahia             | 19    | 5  | 8   | 6   | 18  | 14   | 16    |
| 14  | CR Flamengo          | 19    | 4  | 10  | 5   | 18  | 13   | 17    |
| 15  | Santa Cruz FC        | 19    | 3  | 11  | 5   | 17  | 17   | 23    |
| 16  | Fluminense FC        | 19    | 5  | 6   | 8   | 16  | 12   | 13    |
| 17  | Portuguesa           | 19    | 6  | 3   | 10  | 15  | 16   | 24    |
| 18  | América Mineiro      | 19    | 2  | 9   | 8   | 13  | 11   | 19    |
| 19  | Sport Recife         | 19    | 4  | 4   | 11  | 12  | 10   | 27    |
| 20  | Ceará SC             | 19    | 2  | 5   | 12  | 9   | 5    | 25    |